# 홀란트

홀란트(Holland)는 네덜란드의 중서부 지역으로, 노르트홀란트주와 자위트홀란트주로 나뉜다. 한자 국명인 화란(和蘭)의 유래가 되었다.

네덜란드의 별칭이기도 했으나 2020년부터 네덜란드의 오기로 지위가 내려갔다.